# 143 (альбом Кеті Перрі)
143 — сьомий студійний альбом американської співачки Кеті Перрі, представлений 20 вересня 2024 року на лейблі Capitol Records. Назва альбому відсилає до виразу «I love you», але також була натхненна тим, що Перрі вважає своїм символічним «ангельським числом». У своєму першому альбомі після Smile (2020) Перрі розширила теми любові до себе та розширення можливостей, натхненні її материнством.
Для того, щоб створити «танцювальний» альбом, Перрі звернулася до продюсерів Макса Мартіна, Dr. Luke та Stargate, які продюсували її попередні пісні, а також співпрацювала з Vaughn Oliver та Rocco Did It Again!. У записі альбому «143» взяла участь німецька співачка Кім Петрас та американські репери JID, 21 Savage і Doechii. Участь Доктора Люка у записі альбому зазнала широкої критики після звинувачень у сексуальному насильстві, висунутих проти нього колегою по цеху Кешею.
«143» отримав негативні відгуки від музичних критиків, ставши найгіршим альбомом у кар'єрі Перрі. Альбом охарактеризували як творчий застій, написання пісень — низькопробним, а продакшн — застарілим і безбарвним. Виходу альбому передували три сингли: «Woman's World» був випущений як головний сингл 11 липня 2024 року. Пісня посіла 63 місце в американському хіт-параді Billboard Hot 100 та 47 місце в британському чарті синглів. За нею пішли «Lifetimes» 8 серпня та «I'm His, He's Mine» за участю Doechii 13 вересня.

## Передісторія та задум
У серпні 2023 року Перрі підтвердила в інтерв'ю Good Morning America, що працює над новим матеріалом з «місця любові». У лютому наступного року вона з'явилася на шоу Джиммі Кіммела Live! і оголосила про свій вихід з суддівської колегії American Idol після завершення двадцять другого сезону, бажаючи «вийти і відчути цей пульс у власному ритмі» і випустити нову музику після того, як «побуде деякий час у студії». Два місяці по тому Перрі розповіла в інтерв'ю Access Hollywood про те, що працювала над «дуже яскравим і радісним» альбомом.
У червні 2024 року Rolling Stone повідомив, що Перрі «відновила зв'язок» з продюсерами, які працювали з нею раніше, включаючи Макса Мартіна, Stargate і Dr Luke. 10 липня 2024 року під час прямого ефіру у своїх соціальних мережах Перрі описала 143 як танцювальний альбом: «Цей альбом надзвичайно енергійний, він супер літній, з дуже високим BPM. Ми щойно влаштували сімейну танцювальну вечірку під одну з пісень, і вона сповнена такої радості, такої любові, такого світла». Перрі також заявила, що в роботі знаходиться акустичний наступний альбом.
Під час ексклюзивного інтерв'ю Зейну Лоу вона пояснила, що назва альбому — це її символічне «ангельське» число: "Кілька років тому у нашій родині були важкі часи зі здоров'ям, і це було трохи страшно, і я почала бачити 143 різними способами, не тільки, наприклад, по телефону. Це було майже як трипінг. Я подивилася, що це код для «Я люблю тебе». Я справді вірю, що це були мої ангели, мої провідники, які казали: «Я люблю тебе. Ми з тобою. Ми захистимо тебе. Ти саме там, де маєш бути. Ти на своєму шляху».

## Музика і слова
Переважно поп-альбом, 143 — це танцювальний поп та європоп-альбом.

## Реліз та просування

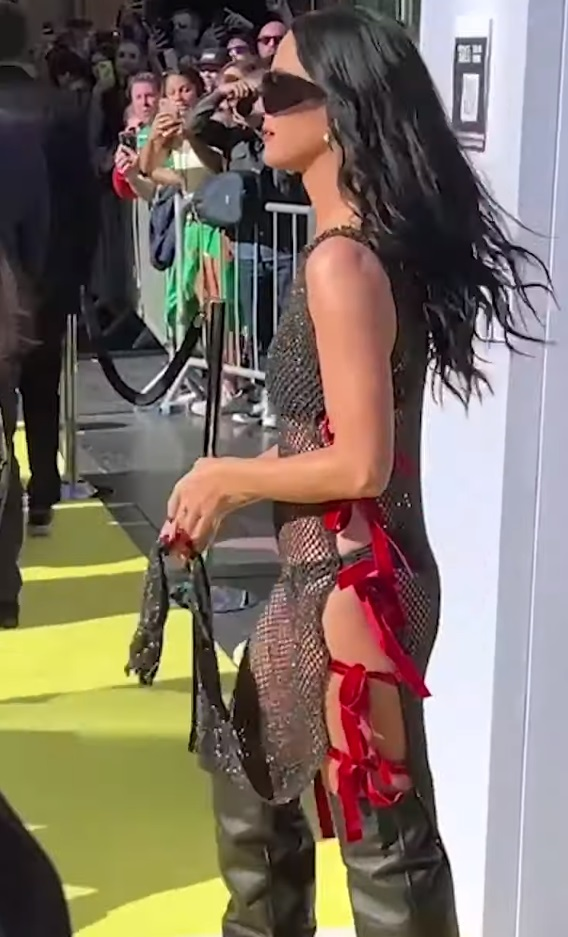
Кеті Перрі на 2024 iHeartRadio Music Awards жовтій доріжці

10 липня 2024 року Перрі повідомила, що її сьомий альбом називається «143» і вийде 20 вересня 2024 року на лейблі Capitol Records. Щоб ще більше зацікавити своїх шанувальників, вона вийшла на прямий ефір у соціальних мережах того ж дня і дражнила новими піснями з альбому, серед яких «Nirvana», «Gimme Gimme» за участю 21 Savage та «I'm His, He's Mine» за участю Doechii, в якій використано семпли на пісню «Gypsy Woman» Крістал Уотерс. Під час інтерв'ю з Лоу Перрі поділилася уривками з двох інших 143 треків: «Lifetimes» і «Gorgeous». Альбом планується випустити на CD, вінілі та касеті.

### Сингли
Перший сингл «Woman's World» вийшов 11 липня 2024 року. Пісня та кліп на неї були неоднозначно сприйняті критиками та публікою. Деякі журналісти пояснили це «поганим смаком» маркетингу альбому, який, на їхню думку, не сприяв комерційному спаду Перрі після «Witness» і «Smile». Співпраця Перрі з Dr Luke, якого американська співачка Кеша звинуватив у сексуальних домаганнях, також зазнала широкої критики.
Другий сингл, «Lifetimes», вийшов 8 серпня 2024 року. Кліп на нього, який розкрив трек-лист 143, був звинувачений у посяганні на екологічно захищені дюни урядом Балеарських островів, Іспанія. Чиновники підкреслили, що Кеті Перрі не перебуває під слідством за так звані «злочини проти довкілля», оскільки зйомки в цій місцевості можуть бути дозволені.
Згодом Перрі виконала пісні «I'm His, He's Mine» з Doechii та «Lifetimes» у попуррі на церемонії вручення нагород MTV Video Music Awards 2024 11 вересня, а пісня була випущена як сингл двома днями пізніше, 13 вересня.  У день виходу альбому Перрі, вона виконала «Woman's World», «Gimme Gimme», «Gorgeous», «I'm His, He's Mine» та «Lifetimes» на фестивалі «Rock in Rio». Перрі виступить на фіналі 2024 AFL Grand Final 28 вересня.

## Список треків
| Standard edition | Standard edition                         | Standard edition                                                                                     | Standard edition                                                              | Standard edition |
| #                | Назва                                    | Автор                                                                                                | Продюсери та продюсерки                                                       | Тривалість       |
| ---------------- | ---------------------------------------- | --- | ----------------------------------------------------------------------------- | ---------------- |
| 1.               | «Woman's World»                          | Katy Perry Łukasz Gottwald Vaughn Oliver Aaron Joseph Rocco Valdes Chloe Angelides                   | Dr. Luke Joseph Rocco Did It Again! Oliver Kalani Thompson [a] Ryan Ogren [a] | 2:43             |
| 2.               | «Gimme Gimme» (featuring 21 Savage)      | Perry Shéyaa Bin Abraham-Joseph Gottwald Valdes Ogren Theron Thomas Gamal Lewis Ferras Alqaisi       | Dr. Luke Rocco Did It Again! Ogren [a] Thompson [a]                           | 2:57             |
| 3.               | «Gorgeous» (featuring Kim Petras)        | Perry Kim Petras Gottwald Max Martin Oliver Joseph Valdes Angelides Malibu Babie Devin Wilkes        | Dr. Luke Oliver Malibu Babie Ogren [a] Thompson [a]                           | 3:17             |
| 4.               | «I'm His, He's Mine» (featuring Doechii) | Perry Jaylah Hickmon Gottwald Valdes Ogren Thomas Lewis Alqaisi Crystal Waters Neal Conway           | Dr. Luke Rocco Did It Again! Ogren [a] Thompson [a]                           | 3:18             |
| 5.               | «Crush»                                  | Perry Gottwald Valdes Ogren Thomas Keegan Bach Emily Warren Scott Harris Sarah Hudson Dallas Koehlke | Dr. Luke Ogren [a] Thompson [a]                                               | 2:57             |
| 6.               | «Lifetimes»                              | Perry Gottwald Oliver Valdes Ogren Thomas Lewis Hudson                                               | Dr. Luke Oliver Ogren [a] Thompson [a]                                        | 3:12             |
| 7.               | «All the Love»                           | Perry Gottwald Oliver Joseph Ogren Bach Alqaisi                                                      | Dr. Luke Oliver Joseph KBeazy Ogren [a] Thompson [a]                          | 3:15             |
| 8.               | «Nirvana»                                | Perry Gottwald Oliver Joseph Valdes Ogren Bach Hudson Koehlke Thomas Warren Harris                   | Dr. Luke Oliver Joseph KBeazy Ogren [a] Thompson [a]                          | 2:51             |
| 9.               | «Artificial» (featuring JID)             | Perry Destin Route Gottwald Joseph Valdes Bach Angelides Hudson Samuel Catalano                      | Dr. Luke KBeazy Ogren [a] Thompson [a]                                        | 2:43             |
| 10.              | «Truth»                                  | Perry Gottwald Oliver Valdes Ogren Lewis Hudson                                                      | Dr. Luke Oliver Ogren [a] Thompson [a]                                        | 2:57             |
| 11.              | «Wonder»                                 | Perry Alqaisi Tor Hermansen Mikkel Eriksen Henry Walter Kent Sundberg Cato Sundberg                  | Stargate [b] Cirkut [b]                                                       | 3:24             |
| 33:34            |                                          | |                                                                               |                  |

| Видання для Target версія (бонус трек) | Видання для Target версія (бонус трек) | Видання для Target версія (бонус трек)   | Видання для Target версія (бонус трек) | Видання для Target версія (бонус трек) |
| #                                      | Назва                                  | Автор                                    | Продюсери та продюсерки                | Тривалість                             |
| -------------------------------------- | -------------------------------------- | ---------------------------------------- | -------------------------------------- | -------------------------------------- |
| 12.                                    | «Has a Heart»                          | Perry Gottwald Oliver Valdes Ogren Lewis | Dr. Luke Oliver                        | 2:49                                   |
| 36:23                                  |                                        |                                          |                                        |                                        |

| Ексклюзивний фіолетовий вініл у веб-магазині (бонус-трек) | Ексклюзивний фіолетовий вініл у веб-магазині (бонус-трек) | Ексклюзивний фіолетовий вініл у веб-магазині (бонус-трек) | Ексклюзивний фіолетовий вініл у веб-магазині (бонус-трек) | Ексклюзивний фіолетовий вініл у веб-магазині (бонус-трек) |
| #                                                         | Назва                                                     | Автор                                                     | Продюсер                                                  | Тривалість                                                |
| --------------------------------------------------------- | --------------------------------------------------------- | --------------------------------------------------------- | --------------------------------------------------------- | --------------------------------------------------------- |
| 12.                                                       | «No More Tears for New Year's»                            | Perry Gottwald Valdes Ogren Thomas Alqaisi                | Dr. Luke                                                  | 3:23                                                      |
| 36:57                                                     |                                                           |                                                           |                                                           |                                                           |

Нотатки
- ↑  позначає вокального продюсера.
- ↑  позначає основного та вокального продюсера.
- «I'm His, He's Mine» містить семпли з «Gypsy Woman», написана Neal Conway та Crystal Waters.
- «Crush» містить елементи з «My Heart Goes Boom (La Di Da Da)», написана Barbara Alcindor, Torsten Dreyer та Karsten Dreyer.

## Чарти
| Чарт (2024)                                  | Найвища позиція |
| -------------------------------------------- | --------------- |
| Australian Albums (ARIA)                     | 2               |
| Австрія Austrian Albums (Ö3 Austria)         | 8               |
| Бельгія Belgian Albums (Ultratop Flanders)   | 6               |
| Бельгія Belgian Albums (Ultratop Wallonia)   | 5               |
| Канада Canadian Albums (Billboard)           | 42              |
| Croatian International Albums (HDU)          | 7               |
| Нідерланди Dutch Albums (MegaCharts)         | 13              |
| Франція French Albums (SNEP)                 | 14              |
| Німеччина German Albums (Offizielle Top 100) | 16              |
| Greek Albums (IFPI Greece)                   | 62              |
| Ірландія Irish Albums (OCC)                  | 20              |
| Italian Albums (FIMI)                        | 6               |
| Japanese Digital Albums (Oricon)             | 29              |
| Japanese Hot Albums (Billboard Japan)        | 74              |
| Japanese Western Albums (Oricon)             | 21              |
| New Zealand Albums (RMNZ)                    | 9               |
| Portuguese Albums (AFP)                      | 20              |
| Шотландія Scottish Albums (OCC)              | 4               |
| Spanish Albums (PROMUSICAE)                  | 3               |
| Swedish Physical Albums (Sverigetopplistan)  | 18              |
| Швейцарія Swiss Albums (Schweizer Hitparade) | 12              |
| Велика Британія UK Albums (OCC)              | 6               |
| США Billboard 200                            | 6               |